# Артес
Арте́с (кат. Artés) — муніципалітет, розташований в Автономній області Каталонія, в Іспанії. Код муніципалітету за номенклатурою Інституту статистики Каталонії — 80109. Знаходиться у районі (кумарці) Бажас (коди району — 07 та BG) провінції Барселона, згідно з новою адміністративною реформою перебуватиме у складі Баґарії (округи) Центральна Каталонія. 

## Населення
Населення міста (у 2007 р.) становить 5.179 осіб (з них менше 14 років — 15,3%, від 15 до 64 — 67,4%, понад 65 років — 17,3%). У 2006 р. народжуваність склала 42 особи, смертність — 40 осіб, зареєстровано 18 шлюбів. У 2001 р. активне населення становило 2.246 осіб, з них безробітних — 220 осіб.

Серед осіб, які проживали на території міста у 2001 р., 3.612 народилися в Каталонії (з них 2.925 осіб у тому самому районі, або кумарці), 812 осіб приїхало з інших областей Іспанії, а 96 осіб приїхало з-за кордону. 

Університетську освіту має 8% усього населення. 

У 2001 р. нараховувалося 1.533 домогосподарства (з них 14,8% складалися з однієї особи, 27,1% з двох осіб,24,7% з 3 осіб, 22,6% з 4 осіб, 7,2% з 5 осіб, 3,1% з 6 осіб, 0,5% з 7 осіб, 0,1% з 8 осіб і 0,1% з 9 і більше осіб).

Активне населення міста у 2001 р. працювало у таких сферах діяльності : у сільському господарстві — 2,4%, у промисловості — 46,3%, на будівництві — 10,2% і у сфері обслуговування — 41,1%. 

 У муніципалітеті або у власному районі (кумарці) працює 1.641 особа, поза районом — 987 осіб.

### Безробіття
У 2007 р. нараховувалося 185 безробітних (у 2006 р. — 223 безробітних), з них чоловіки становили 28,6%, а жінки — 71,4%.

## Економіка

### Підприємства міста

#### Промислові підприємства
| \| Промислові підприємства міста, за сферою діяльності \| Промислові підприємства міста, за сферою діяльності \| Промислові підприємства міста, за сферою діяльності \| \| Рік \| 2002 р. \| 2001 р. \| \| --------------------------------------------------- \| --------------------------------------------------- \| --------------------------------------------------- \| \| Енергетичні та водні ресурси \| 2,6% \| 3,9% \| \| Хімія та метали \| 2,6% \| 2,6% \| \| Переробка металів \| 38,2% \| 35,5% \| \| Продукти харчування \| 13,2% \| 11,8% \| \| Текстиль \| 23,7% \| 22,4% \| \| Виробництво меблів, видання \| 14,5% \| 18,4% \| \| Інше \| 5,3% \| 5,3% \| \| Усього підприємств \| 76 \| 76 \| |         |         |
| Промислові підприємства міста, за сферою діяльності |         |         |
| Рік | 2002 р. | 2001 р. |
| Енергетичні та водні ресурси | 2,6%    | 3,9%    |
| Хімія та метали | 2,6%    | 2,6%    |
| Переробка металів | 38,2%   | 35,5%   |
| Продукти харчування | 13,2%   | 11,8%   |
| Текстиль | 23,7%   | 22,4%   |
| Виробництво меблів, видання | 14,5%   | 18,4%   |
| Інше | 5,3%    | 5,3%    |
| Усього підприємств | 76      | 76      |

#### Роздрібна торгівля
| \| Підприємства роздрібної торгівлі міста, за сферою діяльності \| Підприємства роздрібної торгівлі міста, за сферою діяльності \| Підприємства роздрібної торгівлі міста, за сферою діяльності \| \| Рік \| 2002 р. \| 2001 р. \| \| ------------------------------------------------------------ \| ------------------------------------------------------------ \| ------------------------------------------------------------ \| \| Продукти харчування \| 29,4% \| 31,3% \| \| Одяг та взуття \| 16,2% \| 17,9% \| \| Товари для дому \| 11,8% \| 11,9% \| \| Книги та періодичні видання \| 1,5% \| 1,5% \| \| Промислова хімічна продукція \| 8,8% \| 6% \| \| Продукція, пов'язана з транспортними засобами \| 5,9% \| 4,5% \| \| Інше \| 26,5% \| 26,9% \| \| Усього підприємств \| 68 \| 67 \| |         |         |
| Підприємства роздрібної торгівлі міста, за сферою діяльності |         |         |
| Рік | 2002 р. | 2001 р. |
| Продукти харчування | 29,4%   | 31,3%   |
| Одяг та взуття | 16,2%   | 17,9%   |
| Товари для дому | 11,8%   | 11,9%   |
| Книги та періодичні видання | 1,5%    | 1,5%    |
| Промислова хімічна продукція | 8,8%    | 6%      |
| Продукція, пов'язана з транспортними засобами | 5,9%    | 4,5%    |
| Інше | 26,5%   | 26,9%   |
| Усього підприємств | 68      | 67      |

#### Сфера послуг
| \| Підприємства міста, що працюють у сфері послуг, за діяльністю \| Підприємства міста, що працюють у сфері послуг, за діяльністю \| Підприємства міста, що працюють у сфері послуг, за діяльністю \| \| Рік \| 2002 р. \| 2001 р. \| \| ------------------------------------------------------------- \| ------------------------------------------------------------- \| ------------------------------------------------------------- \| \| Гуртова торгівля \| 11,2% \| 10,6% \| \| Готелі та готельний бізнес \| 15,4% \| 14,9% \| \| Транспорт та зв'язок \| 14,7% \| 17,7% \| \| Посередницькі фінансові послуги \| 4,2% \| 4,3% \| \| Послуги підприємствам \| 5,6% \| 5% \| \| Послуги фізичним особам \| 30,1% \| 29,8% \| \| Нерухомість та ін. \| 18,9% \| 17,7% \| \| Усього підприємств \| 143 \| 141 \| |         |         |
| Підприємства міста, що працюють у сфері послуг, за діяльністю |         |         |
| Рік | 2002 р. | 2001 р. |
| Гуртова торгівля | 11,2%   | 10,6%   |
| Готелі та готельний бізнес | 15,4%   | 14,9%   |
| Транспорт та зв'язок | 14,7%   | 17,7%   |
| Посередницькі фінансові послуги | 4,2%    | 4,3%    |
| Послуги підприємствам | 5,6%    | 5%      |
| Послуги фізичним особам | 30,1%   | 29,8%   |
| Нерухомість та ін. | 18,9%   | 17,7%   |
| Усього підприємств | 143     | 141     |

## Житловий фонд
У 2001 р. 1,7% усіх родин (домогосподарств) мали житло метражем до 59 м², 28,4% — від 60 до 89 м², 44% — від 90 до 119 м² і
25,9% — понад 120 м².

З усіх будівель у 2001 р. 29,1% було одноповерховими, 56,4% — двоповерховими, 9,2
% — триповерховими, 2,9% — чотириповерховими, 1,1% — п'ятиповерховими, 0,7% — шестиповерховими,
0,1% — семиповерховими, 0,4% — з вісьмома та більше поверхами.

## Автопарк
| \| Автомобілі, зареєстровані у місті, за призначенням \| Автомобілі, зареєстровані у місті, за призначенням \| Автомобілі, зареєстровані у місті, за призначенням \| \| Рік \| 2006 р. \| 2005 р. \| \| -------------------------------------------------- \| -------------------------------------------------- \| -------------------------------------------------- \| \| Приватні автомобілі \| 69% \| 70,7% \| \| Мотоцикли \| 7,9% \| 7% \| \| Вантажівки \| 17,9% \| 17,3% \| \| Трактори \| 0,4% \| 0,4% \| \| Автобуси та ін. \| 4,9% \| 4,6% \| \| Усього автомобілів \| 3.667 шт. \| 3.529 шт. \| |           |           |
| Автомобілі, зареєстровані у місті, за призначенням |           |           |
| Рік | 2006 р.   | 2005 р.   |
| Приватні автомобілі | 69%       | 70,7%     |
| Мотоцикли | 7,9%      | 7%        |
| Вантажівки | 17,9%     | 17,3%     |
| Трактори | 0,4%      | 0,4%      |
| Автобуси та ін. | 4,9%      | 4,6%      |
| Усього автомобілів | 3.667 шт. | 3.529 шт. |

## Вживання каталанської мови
У 2001 р. каталанську мову у місті розуміли 97,8% усього населення (у 1996 р. — 98,2%), вміли говорити нею 88,4% (у 1996 р. — 
88,6%), вміли читати 87,4% (у 1996 р. — 85,2%), вміли писати 65
% (у 1996 р. — 62,4%). Не розуміли каталанської мови 2,2%.

## Політичні уподобання
У виборах до Парламенту Каталонії у 2006 р. взяло участь 2.304 особи (у 2003 р. — 2.622 особи). Голоси за політичні сили розподілилися таким чином:
| \| Вибори до Парламенту Каталонії \| Вибори до Парламенту Каталонії \| Вибори до Парламенту Каталонії \| \| Рік \| 2006 р. \| 2003 р. \| \| -------------------------------------- \| ------------------------------ \| ------------------------------ \| \| Конвергенція та Єднання (CiU) \| 38,2% \| 42,2% \| \| Соціалістична партія Каталонії (PSC) \| 21,1% \| 22% \| \| Народна партія (PP) \| 5,9% \| 5% \| \| Ініціатива за зелену Каталонію (IC) \| 7,1% \| 4,5% \| \| Республіканська лівиця Каталонії (ERC) \| 24,8% \| 25,3% \| \| Громадянська партія (C's) \| 0,4% \| 0% \| \| Інші \| 2,5% \| 1% \| |         |         |
| Вибори до Парламенту Каталонії |         |         |
| Рік | 2006 р. | 2003 р. |
| Конвергенція та Єднання (CiU) | 38,2%   | 42,2%   |
| Соціалістична партія Каталонії (PSC) | 21,1%   | 22%     |
| Народна партія (PP) | 5,9%    | 5%      |
| Ініціатива за зелену Каталонію (IC) | 7,1%    | 4,5%    |
| Республіканська лівиця Каталонії (ERC) | 24,8%   | 25,3%   |
| Громадянська партія (C's) | 0,4%    | 0%      |
| Інші | 2,5%    | 1%      |

У муніципальних виборах у 2007 р. взяло участь 2.501 особа (у 2003 р. — 2.624 особи). Голоси за політичні сили розподілилися таким чином:
| \| Муніципальні вибори \| Муніципальні вибори \| Муніципальні вибори \| \| Рік \| 2007 р. \| 2003 р. \| \| -------------------------------------- \| ------------------- \| ------------------- \| \| Конвергенція та Єднання (CiU) \| 54,1% \| 44,4% \| \| Соціалістична партія Каталонії (PSC) \| 17,9% \| 21,4% \| \| Народна партія (PP) \| 1,4% \| 0% \| \| Ініціатива за зелену Каталонію (IC) \| 0% \| 0% \| \| Республіканська лівиця Каталонії (ERC) \| 26,6% \| 34,2% \| \| Громадянська партія (C's) \| 0% \| 0% \| \| Інші \| 0% \| 0% \| |         |         |
| Муніципальні вибори |         |         |
| Рік | 2007 р. | 2003 р. |
| Конвергенція та Єднання (CiU) | 54,1%   | 44,4%   |
| Соціалістична партія Каталонії (PSC) | 17,9%   | 21,4%   |
| Народна партія (PP) | 1,4%    | 0%      |
| Ініціатива за зелену Каталонію (IC) | 0%      | 0%      |
| Республіканська лівиця Каталонії (ERC) | 26,6%   | 34,2%   |
| Громадянська партія (C's) | 0%      | 0%      |
| Інші | 0%      | 0%      |